# البرجاية
قرية البرجاية هي إحدى القرى التابعة لمركز المنيا بمحافظة المنيا في جمهورية مصر العربية. حسب إحصاءات سنة 2006، بلغ إجمالي السكان في البرجاية 23414 نسمة، منهم 12183 رجلا و11231 امرأة.